# Фукс, Иоганн Йозеф
Иога́нн Йо́зеф Фукс (нем. Johann Joseph Fux; 1660, Хиртенфельд, близ Граца — 13 февраля 1741, Вена) — австрийский теоретик музыки, композитор и музыкальный педагог. Трактат Фукса «Gradus ad Parnassum» (лат. «Ступени к Парнасу», 1725), посвящённый теории и практике контрапункта, сохранял значение важного музыкально-теоретического пособия до XX века.

## Биография

### Юность и начало карьеры
Фукс родился в крестьянской семье в штирийской деревне Хиртенфельд под Грацем (современный Лангегг-бай-Грац). Точная дата его рождения неизвестна; год рождения определяется по записи о его смерти, согласно которой в 1741 году ему был 81 год. В 1680 году он поступил в Граце в иезуитский университет, а в 1681 году перешёл в «Фердинандеум», организованное иезуитами училище, предназначенное в первую очередь для музыкально одарённых молодых людей. Не окончив обучение в «Фердинандеуме», Фукс перебрался в Баварию: к концу 1683 года он числился среди студентов университета в Ингольштадте; кроме того, вплоть до 1688 года он состоял органистом ингольштадтской церкви св. Маврикия (Морицкирхе). Дальнейших сведений о его деятельности вплоть до середины 1690-х годов нет, однако можно предположить, что в это время он предпринял с целью завершить своё музыкальное образование поездку в Италию.
В середине 1690-х он уже работал в Вене, занимая пост органиста в Шоттенкирхе (церкви «обители скоттов», она же «Шотландский монастырь»). Возможно, что его первым патроном был кардинал Леопольд фон Коллонич, архиепископ Эстергомский (с 1695 года), имевший в Вене резиденцию и небольшой двор. Коллонич был близок к императору Леопольду I, что может объяснить быстрый карьерный взлёт Фукса в 1696—1698 годах.
В 1705 году Фукс стал капельмейстером собора Св. Стефана; в 1713 году был назначен вице-капельмейстером Придворной капеллы, а 22 января 1715 года — придворным капельмейстером и занимал этот высший в Вене музыкальный пост до своей смерти.

### Брак и семья
4 июня 1696 года Фукс женился на 21-летней Кларе Юлиане Шниценбаум, уроженке Вены, дочери государственного секретаря Нижней Австрии Иоганна Йозефа Шниценбаума († 1683). Венчание происходило в Шоттенкирхе. Одним из свидетелей на свадьбе был придворный музыкант Андреас Шмельцер, сын знаменитого композитора и императорского капельмейстера Иоганна Генриха Шмельцера (ок. 1620—1680); это может косвенно свидетельствовать о близости Фукса ко двору уже в этот момент.
Брак оказался бесплодным. В 1699 году чета удочерила Еву-Марию (1696—1773), дочь Петера Фукса, сводного брата композитора. После смерти Петера в 1724 году Фуксы усыновили его младшего сына Маттеуса (1719-?). Очевидно, отношения между супругами были тёплыми, и последовавшая 8 июня 1731 года смерть Клары Юлианы, бывшей для Фукса любящей и заботливой помощницей, явилась для него серьёзным ударом.

## Творчество
Фукс — автор 18 опер преимущественно на мифологические сюжеты, в том числе «Орфей и Эвридика» (1715, Вена), «Стойкость и сила» («Costanza e fortezza»; 1723, Прага) и «Эней в Элизиуме» (1731, Вена), около 90 месс (наиболее известная — Missa canonica), 5 реквиемов, 57 сочинений на тексты оффиция (вечерни, Te Deum'ы, мотеты на тексты псалмов и др.), 12 духовных ораторий на итальянские тексты (в том числе «La Deposizione dalla Croce»), 29 инструментальных партит и сонат.
Наиболее известен как автор трактата по полифонии (контрапункту) «Ступени к Парнасу» («Gradus ad Parnassum», 1725). Написанный по-латыни, труд был переведён в 1742 г. на немецкий язык Л. К. Мицлером. Трактат Фукса оказал большое влияние на композиторов венской классической школы и продолжал использоваться (главным образом, в германоязычных землях) вплоть до XX века в качестве стандартного учебника полифонии.
Фукс был крупным музыкальным педагогом. Среди его учеников Георг Кристоф Вагензейль, Грегор Вернер, Иоганн Иоахим Кванц, Франтишек Тума, Ян Дисмас Зеленка, Готлиб Муффат, И. Хольцбауэр.